# ای‌اسمال‌ورلد
ای‌اسمال‌ورلد (انگلیسی: ASmallWorld) شرکت فناوری اطلاعات سوئیسی است، که در سال ۲۰۰۴ تأسیس شد.